# Újezd (Krásná)

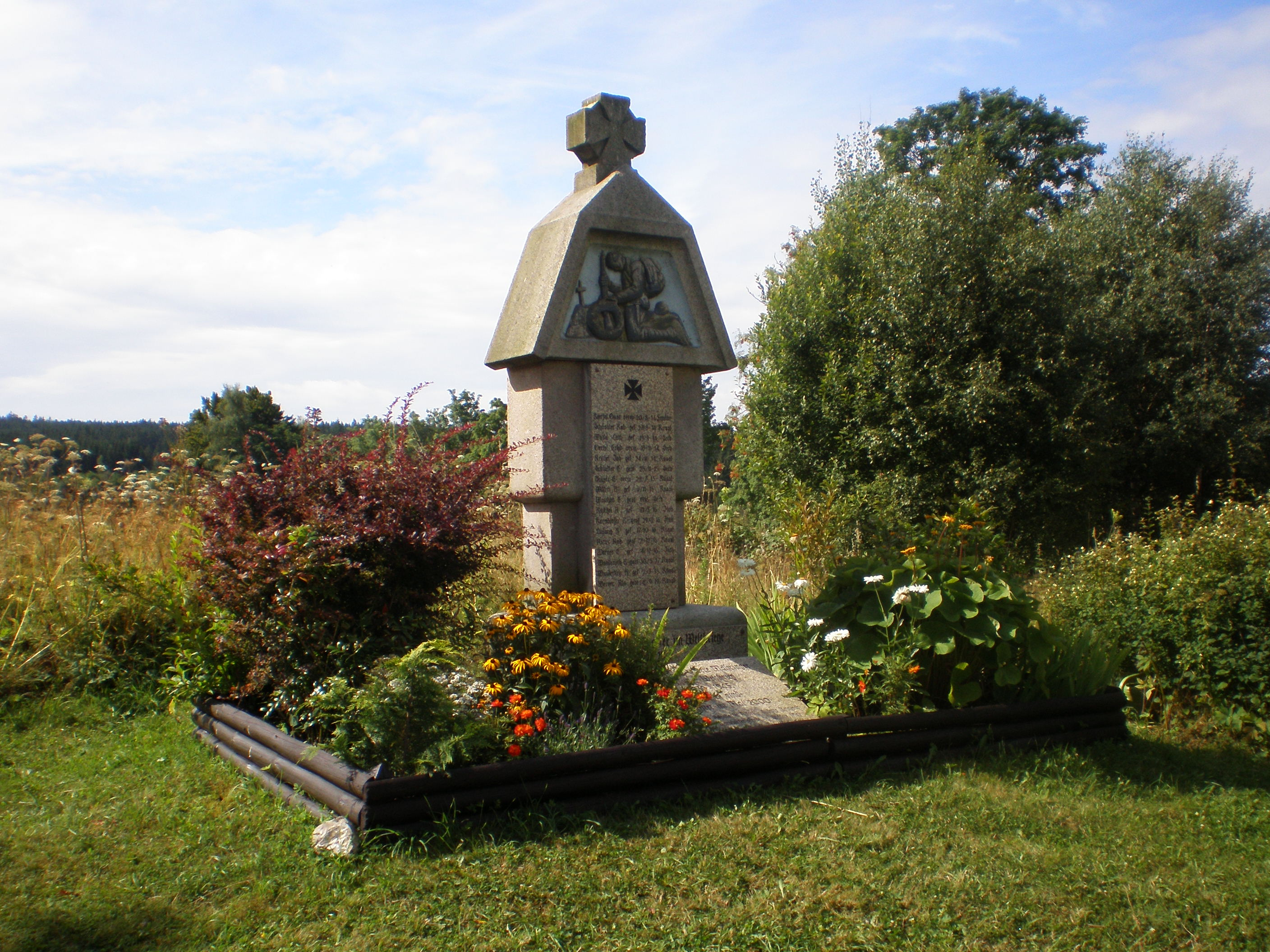
Gefallenendenkmal

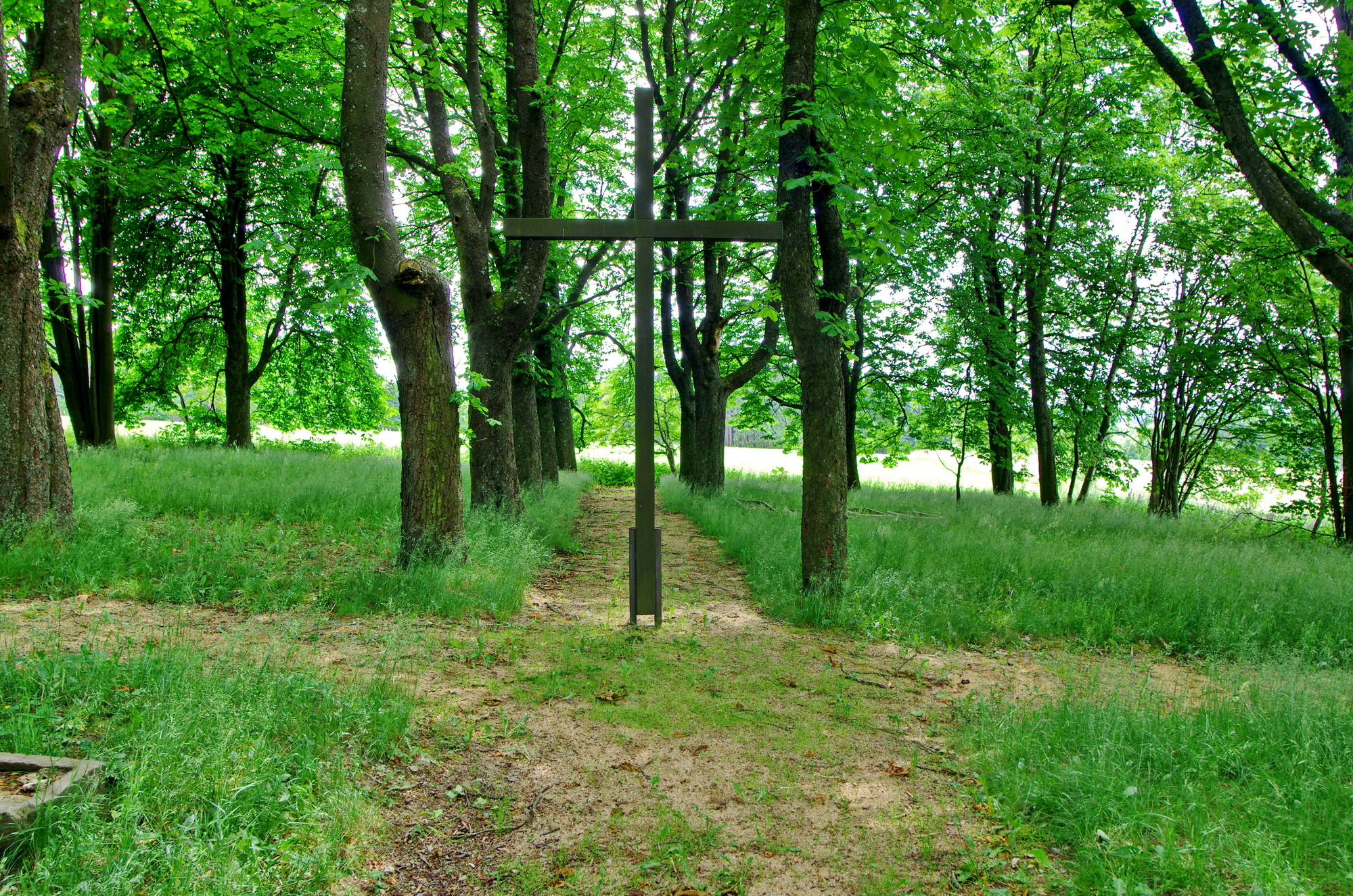
Kreuz auf dem ehemaligen Friedhof

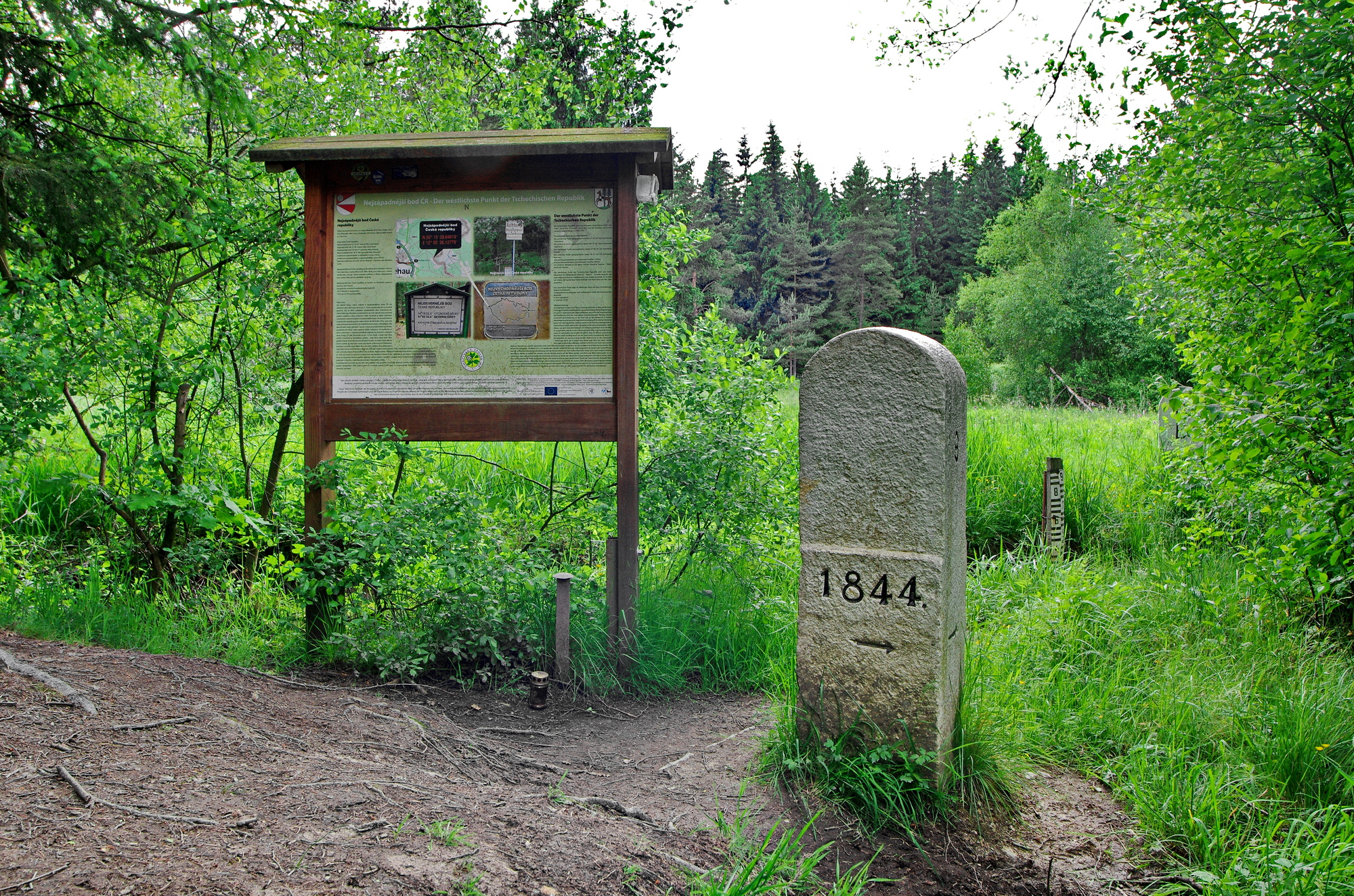
Westlichster Punkt Tschechiens

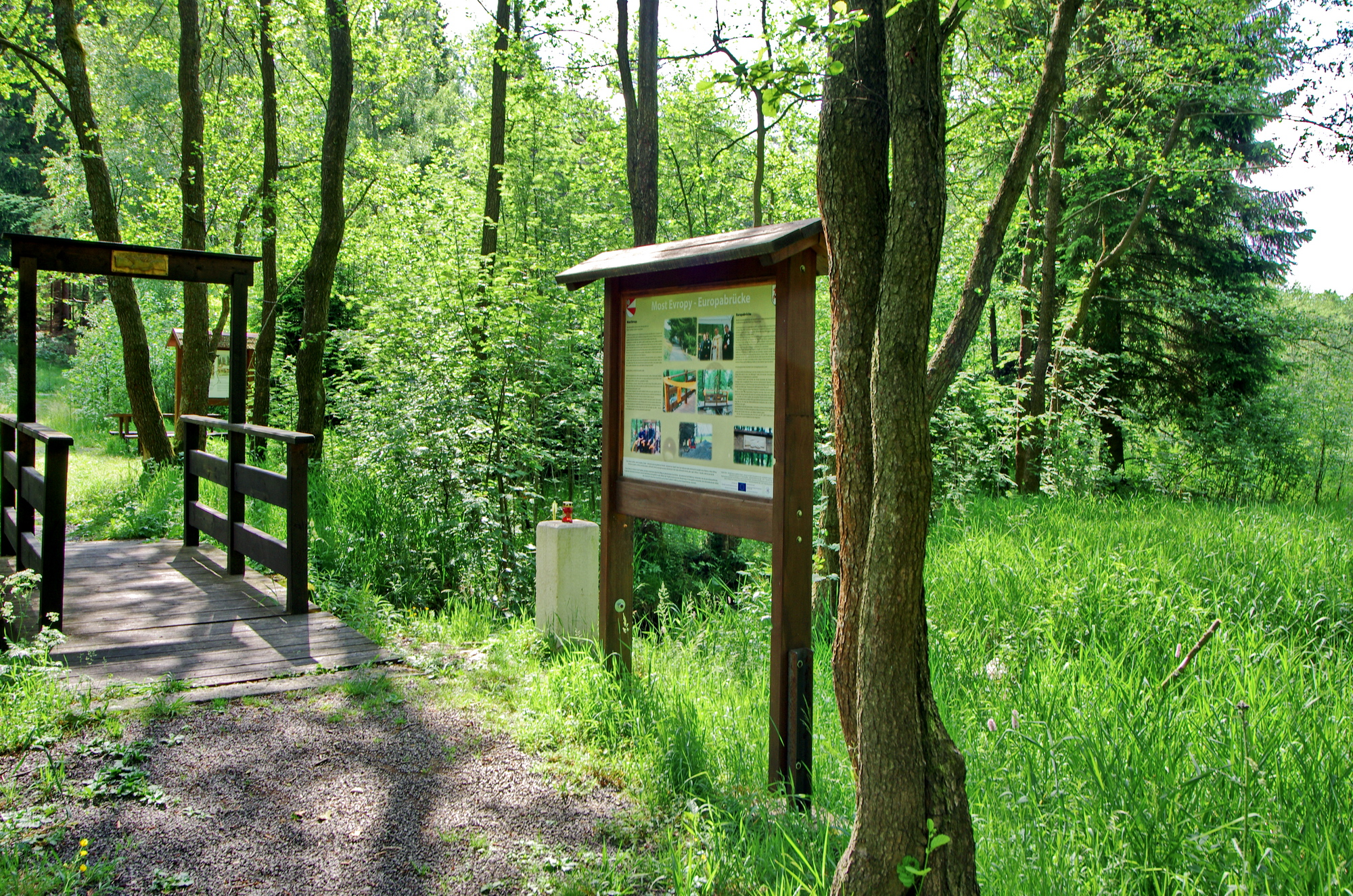
Europabrücke

Újezd (deutsch Mähring) ist eine Grundsiedlungseinheit der Gemeinde Krásná in Tschechien. Újezd war das westlichste Dorf der Tschechoslowakei und wurde 1950 offiziell aufgelöst.

## Geografie

### Geographische Lage
Újezd lag sechs Kilometer östlich von Rehau an der tschechisch-deutschen Grenze auf dem Gebiet des Naturparks Smrčiny. Die Ortslage befand sich rechtsseitig über dem Tal des Újezdský potok / Mähringsbach in der Ašská vrchovina (Ascher Bergland) und war umschlossen vom Rehauer Forst, dem Peklo (Höllewald) und dem Kněžský les (Pfaffenwald). Nordöstlich erhebt sich der Smrkovec (682 m n.m.), im Osten der Loupežník (Raubhäuserberg, 702 m n.m.) und die Stráňka (Gehängberg, 689 m n.m.), südöstlich der Štítarský vrch (Schilderberg, 716 m n.m.) sowie im Westen der Mlýnský vrch (602 m n.m.). Anderthalb Kilometer westlich von Újezd befindet sich bei 50° 15′ 8,1″ N, 12° 5′ 27,9″ O der westlichste Punkt Tschechiens. Gegen Süden liegt der Teich Štítarský rybník (Herrenteich).

### Nachbargemeinden
Nachbarorte waren Ludwigsbrunn und Faßmannsreuth im Norden, Pastviny im Nordosten, Kamenná und Černý Luh im Osten, Ängerlein, Štítary  und Neuhausen im Südosten, Štítarský Vrch (Schilderberg), Dolina (Tiefenreuth), Schönlind, Grünauermühle, Sophienreuth und Perlenhaus im Süden, Röllmühle, Eulenhammer und Heinersberg im Südwesten, Rehau im Westen sowie Seelohe, Löwitz und Raitschin im Nordwesten.

### Ortsgliederung
Die Grundsiedlungseinheit Újezd ist Teil des Ortsteiles Krásná und bildet den Katastralbezirk Újezd u Krásné.

## Geschichte
Das Dorf wurde wahrscheinlich im 12. Jahrhundert gegründet. Der Überlieferung nach soll der erste Siedler ein herrschaftlicher Wildhüter gewesen sein, der sich in dem dichten Waldgebiet niederließ. Die erste schriftliche Erwähnung von Merring erfolgte im Jahre 1331 als Besitz der Herren von Neuberg. Im Ort bestand eine Feste. Am Übergang vom 14. zum 15. Jahrhundert erwarben die Herren von Zedtwitz das Dorf. Mit Unterstützung der Grundherren wurde ab 1530 in dem Ort die Lehre Martin Luthers verbreitet, der erste protestantische Gottesdienst wurde 1542 abgehalten. Auch nach dem Dreißigjährigen Krieg blieb Merring noch lange Zeit protestantisch, 1682 wurde die Abhaltung protestantischer Gottesdienste unter Strafe gestellt. Im Jahre 1688 bestand das Dorf aus 24 Haushalten. Ab 1747 wurde der Ort als Märing bezeichnet, im 19. Jahrhundert entstand die Schreibweise Mähring.
Im Jahre 1845 bestand Mähring aus 43 Häusern mit 273 Einwohnern. Im Ort gab es ein Wirtshaus, abseits lag eine Mühle mit Brettsäge. Gepfarrt war das Dorf nach Asch bzw. Niklasberg. Bis zur Mitte des 19. Jahrhunderts blieb Mähring der Herrschaft Asch untertänig.
Nach der Aufhebung der Patrimonialherrschaften bildete Mähring ab 1849 einen Ortsteil der Gemeinde Schönbach im Gerichtsbezirk Asch. Im Jahre 1861 erfolgte der Bau einer Schule. Ab 1868 gehörte das Dorf zum Bezirk Asch. 1885 wurde in Mähring ein Friedhof angelegt.
Im Jahre 1904 löste sich Mähring von Schönbach los und bildete eine eigene Gemeinde, die die westlichste Böhmens war. Das Dorf gliederte sich in die Ortslagen Oberdorf (Horní ves), Unterdorf (Dolní ves) und Winkel (Kout) sowie die Einschicht Sägemühle. 1922 entstand die Bezirksstraße nach Schönbach. Nach der Gründung der Tschechoslowakei wurde 1924 der tschechische Ortsname Újezd eingeführt. 1925 ließ die Familie Ludwig das alte Wirtshaus und Schmiede, das aus einem 1817 erbauten Bauernhof hervorgegangen war, abbrechen und durch ein modernes Gasthaus mit Tanzsaal ersetzen. Alle zwei Wochen zogen die Tanzveranstaltungen im „Gasthaus Ludwig“ Besucher aus Asch und Bayern nach Mähring. 1939 lebten in den 42 Häusern des Dorfes 175 Personen.  Nach dem Münchner Abkommen wurde die Gemeinde 1938 dem deutschen Landkreis Asch zugeschlagen. Nach dem Zweiten Weltkrieg kam Újezd zur Tschechoslowakei zurück, die deutsche Bevölkerung wurde 1946 vertrieben. Újezd wurde nicht wieder besiedelt, in der Folgezeit wurde das verlassene Dorf ausgeplündert und verwüstet. Mit der Errichtung des Eisernen Vorhangs lag Újezd im Sperrgebiet zwischen drei Grenzzäunen. Die Gemeinde Újezd wurde 1950 offiziell aufgehoben und seine Fluren Krásná zugeschlagen. 1953 wurden alle Häuser von Újezd gesprengt und das Dorf dem Erdboden gleichgemacht. In den 1970er Jahren wurde in der Einschicht Farnhaus bei Újezd eine Rotte der Grenzwache stationiert. Nach der Samtenen Revolution erfolgte die Auflösung des Sperrgebietes und des Beobachtungspostens der Grenzwache in Farnhaus. 1990 wurde das umgestürzte Gefallenendenkmal aufgefunden und 1992 wieder am alten Standort aufgestellt. In den Jahren 2009 und 2010 wurden am Rande der Lichtung, wo sich früher das Dorf erstreckte, drei Windräder zur Stromversorgung der Gemeinde Krásná aufgestellt. 2010 entstand ein Wanderweg, der von Štítary vorbei an der verfallenen Kaserne Farnhaus durch Újezd zum westlichsten Punkt Tschechiens führt.

### Einwohnerentwicklung
| Jahr | Einwohnerzahl |
| ---- | ------------- |
| 1869 | 334           |
| 1880 | 355           |
| 1890 | 317           |
| 1900 | 282           |

| Jahr | Einwohnerzahl |
| ---- | ------------- |
| 1910 | 234           |
| 1921 | 207           |
| 1930 | 190           |
| 1950 | 0             |

## Kultur und Sehenswürdigkeiten
- Denkmal für die Gefallenen des Ersten Weltkrieges, geweiht 1925. Das bei Zerstörung des Dorfes umgestürzte Denkmal wurde 1990 wiederentdeckt und zwei Jahre später aufgerichtet. Nach der Restaurierung und Anbringung einer neuen Ehrentafel mit den Namen der Gefallenen des Zweiten Weltkrieges erfolgte im Oktober 2000 die feierliche Weihe.
- Ehemaliger Friedhof, er wurde 2009 wieder hergestellt
- Westlichster Punkt Tschechiens mit Grenzstein von 1844
- Historischer Grenzstein aus dem Jahre 1740 bei Dolina
- Burgstall Mähring, der überwachsene Hügel liegt in einem versumpften Gelände im ehemaligen Ortszentrum und ist kaum noch erkennbar.
- Europabrücke – Most přátelství über den Újezdský potok / Mähringsbach, die 2008 an der früheren Sägemühle errichtete hölzerne Fußgängerbrücke verbindet den Wanderweg zum Grenzpunkt mit dem bayerischen Ostweg.
- Teich Štítarský rybník